# 四季镇
四季镇，是中华人民共和国陕西省安康市岚皋县下辖的一个乡镇级行政单位。

## 行政区划
四季镇下辖以下地区：
月坝村、头桥村、长梁村、天坪村、麦溪村、茶棚村、竹园村、木竹村和苍水村。